# Église du Saint-Esprit de Prague
Pour les articles homonymes, voir Église du Saint-Esprit.
L'Église du Saint-Esprit (en tchèque : Kostel svatého Ducha) est une église gothique située dans le quartier historique de Josefov à Prague, en République tchèque,.